# Mario Capurro
Mario Capurro (Genova, 5 aprile 1897 – Genova, 4 aprile 1956) è stato un calciatore italiano, di ruolo centrocampista.

## Carriera
Formatosi calcisticamente nel Calcio Ligure, passò al Genoa nel 1919 dove rimase sino al 1922.
In rossoblu esordì il 9 novembre 1919 nella vittoria esterna per quattro a zero contro la Sampierdarenese, ottenendo il terzo posto nel girone finale della Prima Categoria 1919-1920 e raggiungendo la finale della Lega Nord della Prima Divisione 1921-1922.
Nella stagione 1922 passa tra le file del Grifone Ausonia. Torna poi nel Genoa, dove rimane fino al 1930, e prosegue l'attività fino al 1936 con la squadra del Dopolavoro Dipendenti Provincia di Genova.